# لاکهید سی‌ال-۱۲۰۱
لاکهید سی‌ال-۱۲۰۱ (به انگلیسی: Lockheed CL-1201) یک هواگرد ساختِ کارخانهٔ لاکهید کورپوریشن در کشور ایالات متحده آمریکا است. نخستین استفاده‌کنندهٔ این هواگرد نیروی هوایی ایالات متحده آمریکا بوده‌است.